# 都安县 (蜀汉)
都安县，中国古旧县名。
三国时蜀汉政权设置，治所在今四川省都江堰市东。属汶山郡。北周天和三年（568年）废。